# 米斯特拉爾嶺
米斯特拉爾嶺（英語：Mistral Ridge），是南極洲的山嶺，位於帕爾默地，長11公里，在1966年由美國海軍拍攝空中照片，由英國南極名稱諮詢委員會命名，現時由南極條約體系管理。

## 外部連結
. . United States Geological Survey.   [2013-10-25].
69°33′S 68°4′W / 69.550°S 68.067°W